# يوم الشاي الوطني

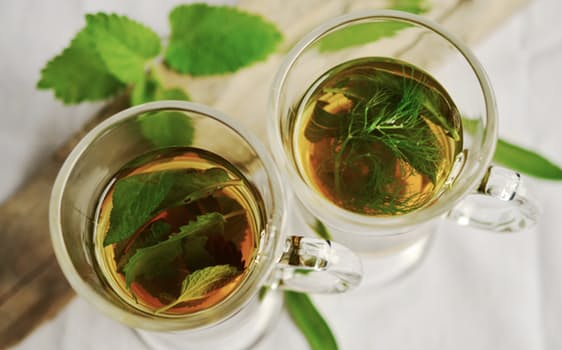

يَومُ الشاي الوطني لُوحِظ أَن المملكة المتحدة تَحتفل كل سنةٍ باليومِ الحادي والعشرين مِن شهر إبريل لشربِ الشاي. يُحتفَل بهذا اليوم في غرفٍ خاصةٍ لشربِ الشاي، وفي الفنادق، والحانات والمقاهي عن طريق تَجَمُعاتٍ خاصةٍ ، وإقامة حَفلات لجمعِ التَبرعات الخيرية بواسطة الدولة ، بما فيها مهرجان الشاي في منزل اتشسويك والحدائق في لندن.
أما مَنافذ بيع مَاركات الشاي والصُحف فتَقوم بِعمل تخفيضات ومميزات طوال هذا اليوم، مُتضمنة صَحيفة المُستقل، وصحيفة المترو،وصحيفة التلغراف، بالإضافة إلي الصُحف المحلية.